# Seznam vrcholů v Bobravské vrchovině

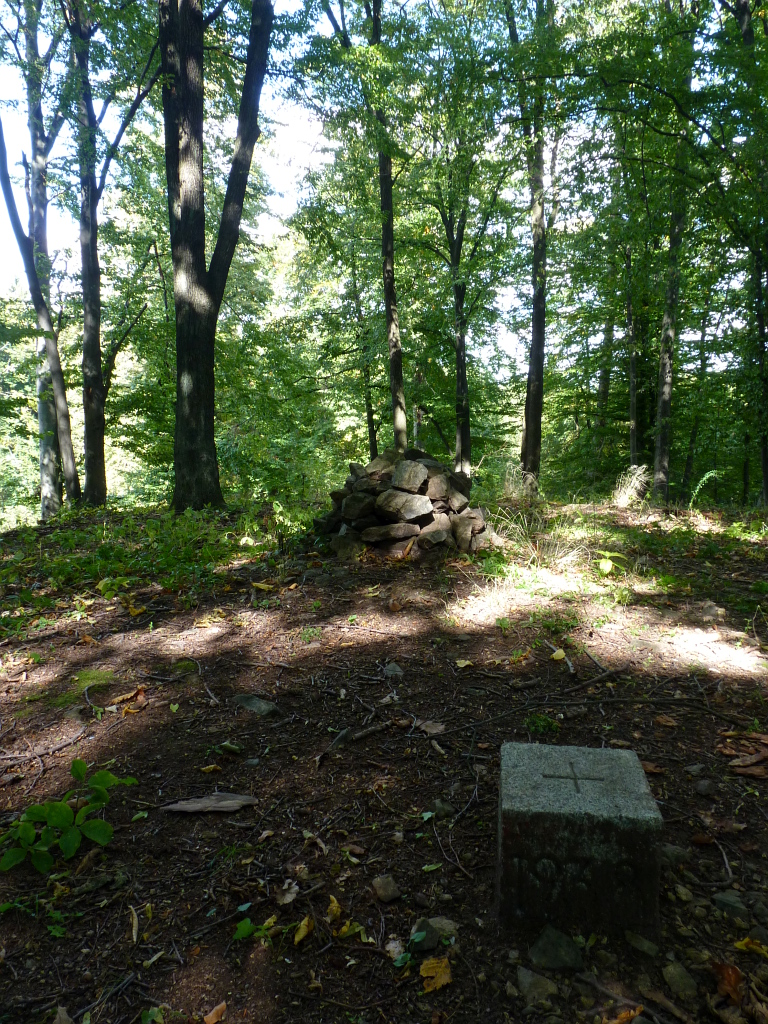
Kopeček (479 m)

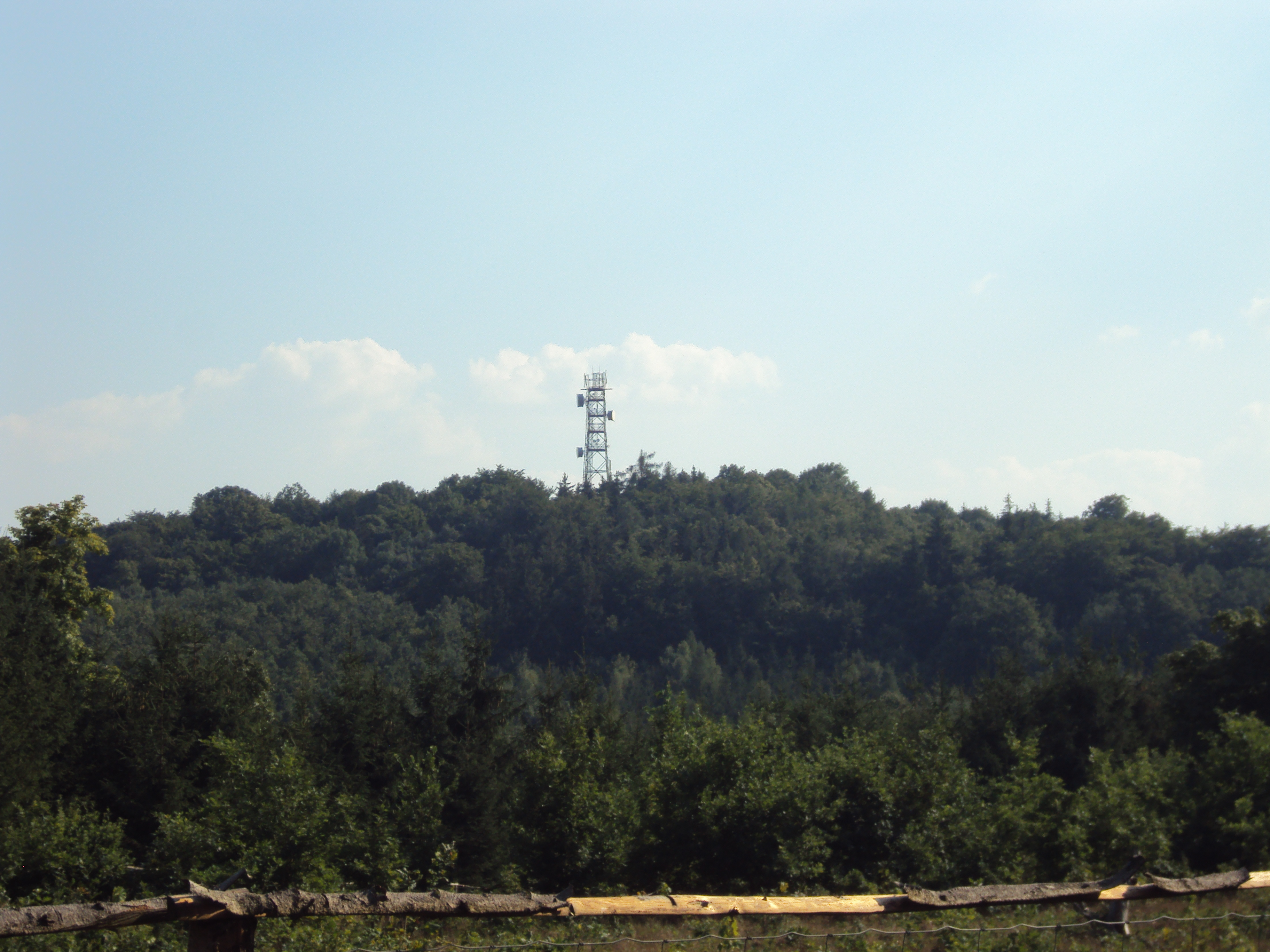
Lipový vrch (478 m)

Seznam vrcholů v Bobravské vrchovině zahrnuje pojmenované vrcholy s nadmořskou výškou nad 400 m nebo s prominencí nad 100 metrů. Seznam vychází z údajů dostupných na stránkách Mapy.cz. Jako hranice pohoří byla uvažována hranice stejnojmenného geomorfologického celku.

## Seznam vrcholů podle výšky
Seznam vrcholů podle výšky obsahuje pojmenované vrcholy s výškou nad 400 m n. m. Nejvyšším kopcem je Kopeček (479 m n. m.) v podcelku Lipovská vrchovina, jehož vrchol je zároveň nejvyšším bodem Brna.

| #   | Vrchol            | Výška (m n. m.) | Souřadnice                       | Okrsek                 | Přístup                                            |
| --- | ----------------- | --------------- | -------------------------------- | ---------------------- | -------------------------------------------------- |
| 1.  | Kopeček           | 479             | 49°12′44″ s. š., 16°26′51″ v. d. | Omická vrchovina       | neznačeno                                          |
| 2.  | Lipový vrch       | 478             | 49°13′23″ s. š., 16°27′31″ v. d. | Omická vrchovina       | neznačeno                                          |
| 3.  | Sychrov           | 463             | 49°16′26″ s. š., 16°33′06″ v. d. | Babí hřbet             | neznačeno                                          |
| 4.  | Velká Baba        | 446             | 49°15′45″ s. š., 16°33′03″ v. d. | Babí hřbet             | zelená turistická značka · žlutá turistická značka |
| 5.  | Bučín             | 444             | 49°09′50″ s. š., 16°24′48″ v. d. | Hlínská vrchovina      | neznačeno                                          |
| 6.  | Hvízdalka         | 443             | 49°10′53″ s. š., 16°26′38″ v. d. | Omická vrchovina       | neznačeno                                          |
| 7.  | Trnůvka           | 441             | 49°15′44″ s. š., 16°29′38″ v. d. | Trnovka                | neznačeno                                          |
| 8.  | Teplý kopec       | 438             | 49°08′25″ s. š., 16°25′58″ v. d. | Hlínská vrchovina      | neznačeno                                          |
| 9.  | Kuřimská hora     | 435             | 49°17′30″ s. š., 16°31′56″ v. d. | Babí hřbet             | neznačeno                                          |
| 10. | Šibeník           | 430             | 49°10′14″ s. š., 16°28′03″ v. d. | Omická vrchovina       | neznačeno                                          |
| 11. | Baba              | 424             | 49°11′06″ s. š., 16°27′23″ v. d. | Omická vrchovina       | neznačeno                                          |
| 12. | Kuňky             | 422             | 49°17′08″ s. š., 16°28′19″ v. d. | Trnovka                | neznačeno                                          |
| 13. | Kohoutovická Baba | 415             | 49°11′29″ s. š., 16°31′35″ v. d. | Kohoutovická vrchovina | neznačeno                                          |
| 14. | U stavení         | 415             | 49°03′24″ s. š., 16°23′23″ v. d. | Krumlovský les         | neznačeno                                          |
| 15. | Chochola          | 411             | 49°14′21″ s. š., 16°29′20″ v. d. | Omická vrchovina       | neznačeno                                          |
| 16. | Vrtačka           | 406             | 49°14′52″ s. š., 16°28′12″ v. d. | Omická vrchovina       | neznačeno                                          |

## Seznam vrcholů podle prominence
Seznam vrcholů podle prominence obsahuje všechny hory a kopce s prominencí (relativní výškou) nad 100 metrů, bez ohledu na nadmořskou výšku. Takových je v Bobravské vrchovině 6. Nejprominentnějším vrcholem je Sychrov (prominence 149 m), následovaný nejvyšším Kopečkem (141 m).
| #  | Vrchol    | Výška m n. m. | Promi- nence | Izolace (km)             | Souřadnice                       | Vrchovina            | Přístup                   |
| -- | --------- | ------------- | ------------ | ------------------------ | -------------------------------- | -------------------- | ------------------------- |
| 1. | Sychrov   | 0463          | 149          | 03,5 → Babí lom          | 49°16′26″ s. š., 16°33′06″ v. d. | Lipovská vrchovina   | neznačeno                 |
| 2. | Kopeček   | 0479          | 141          | 08,0 → Padělky           | 49°12′44″ s. š., 16°26′51″ v. d. | Lipovská vrchovina   | neznačeno                 |
| 3. | Kopaniny  | 0464          | 131          | 09,9 → Kopeček           | 49°07′27″ s. š., 16°25′02″ v. d. | Lipovská vrchovina   | červená turistická značka |
| 4. | U stavení | 0415          | 131          | 06,7 → Hlínský kopec     | 49°03′24″ s. š., 16°23′23″ v. d. | Leskounská vrchovina | neznačeno                 |
| 5. | Trnůvka   | 0441          | 118          | 03,8 → Chochola          | 49°15′44″ s. š., 16°29′38″ v. d. | Lipovská vrchovina   | modrá turistická značka   |
| 6. | Nebovid   | 0370          | 106          | 05,3 → Kohoutovická Baba | 49°08′09″ s. š., 16°32′36″ v. d. | Lipovská vrchovina   | neznačeno                 |